# 星座计划
星座计划（Constellation program）是美国国家航空航天局开发的一项已中止的载人航天太空探索计划。2010年1月28日，美聯社報導，美国总统奥巴马已经实际上搁置了重返月球计划。 同年1月29日，一名白宫太空问题顾问表示，重返月球计划“已死”。有關法案於同年10月成為法律，本计划宣告終結，但相關技術很可能會用於未來的太空探索計劃。
整个计划将包括一系列新的航天器、运载火箭以及相关硬件，将在包括国际空间站补给运输以及登月等各种太空任务中使用。大多数星座计划使用的硬件都会基于航天飞机的模式，尽管核心部件猎户座航天器（曾称为载人探索飞行器）很大程度上受了阿波罗飛船的影响，使用乘员／服务舱系统，而非一體化設計。
星座计划的运载系统将前所未有地同时使用地球轨道交会（Earth Orbit Rendezvous）和月球轨道交会（Lunar Orbit Rendezvous）。整个系统包括三部分：猎户座乘员/服务舱（The Orion Crew & Service Modules，CSM）、月球着陆舱（Lunar Surface Access Module，LSAM）以及地球出发级（Earth Departure Stage，EDS）。运载系统中使用的火箭包括发射无人设施的战神5号（Ares V，将发射地球出发站外加月球着陆舱和其他货物中的一项）以及发射载人航天器的战神1号（Ares I）。

## 猎户座乘员／服务舱

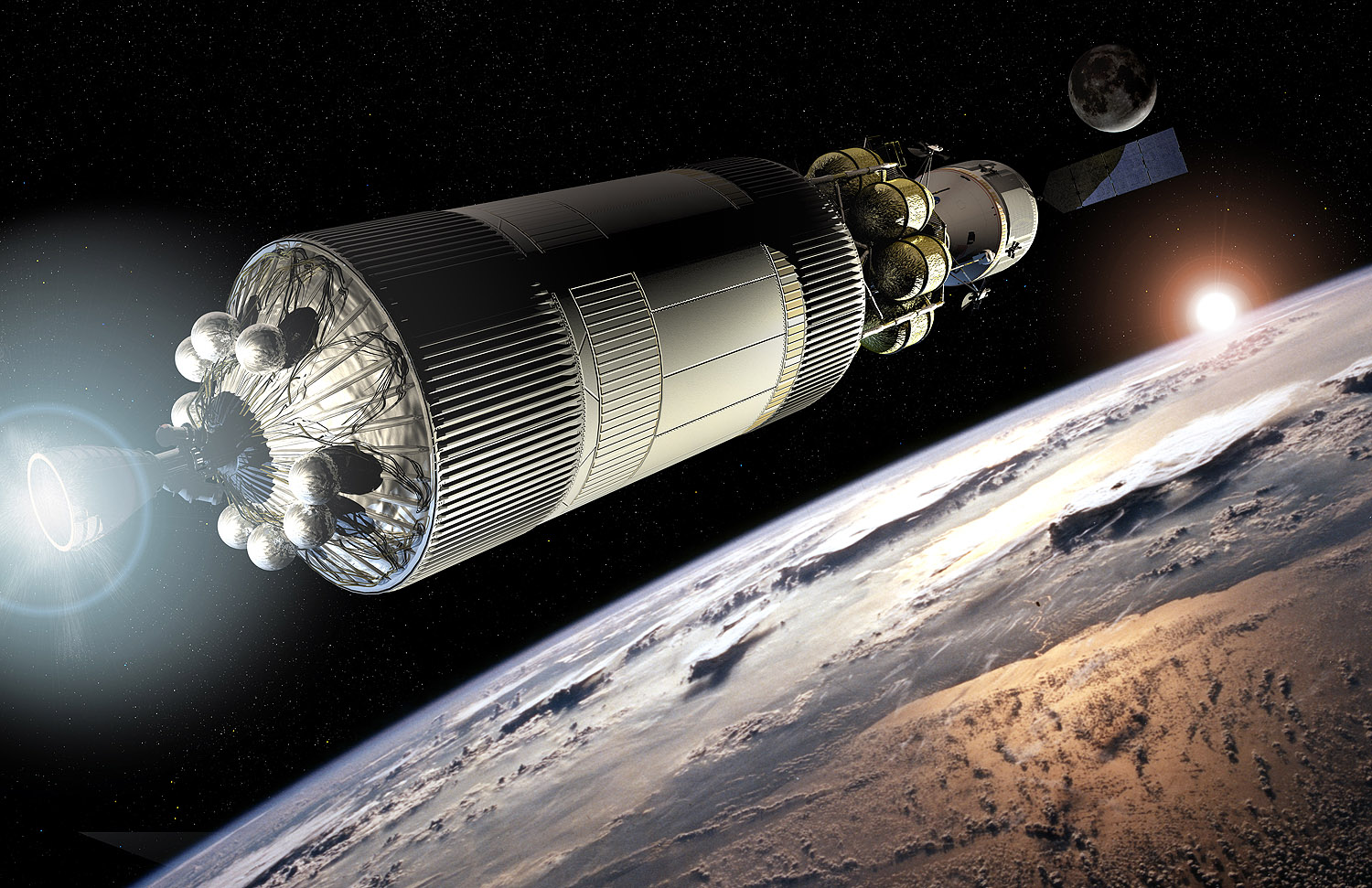
概念图：整个星座计划航天器在地球轨道对接完成后点火离开地球。

猎户座乘员／服务舱（CSM）由两个主要部分组成：圆锥形的乘员舱，与阿波罗指令舱的外观和功能相似，能够装载四到六名宇航员。另一个部分是圆柱形的服务舱，用来装载燃料、氧气等补给。尽管猎户座乘员／服务舱的设计基于阿波罗指令／服务舱，但在过去三十年中航天飞机以及私人航天器中积累的经验将使猎户座远比阿波罗先进，比如：全屏控制座舱（glass cockpit）技术，改进的废物处理（小型的野营式马桶和男女通用的排泄管以取代使宇航员怨声载道的塑料袋），以及在零海拔时舱内将使用氧气-氮气环境，而不是纯氧——后者在1967年1月阿波罗1号的大火中已被证明极其易燃。乘员舱全新的返回系统将同时使用降落伞和安全气囊，使其可以在地面降落；这一设计与俄罗斯联盟和中国的神舟返回舱类似。而在美国早期的航天任务（水星、双子星座和阿波罗）中，航天器每次返回都需要使用救援船队，耗资巨大。新的对接舱门以及转移隧道技术基于和平号和国际空间站中的设计，以取代阿波罗计划时的插头／锥管形式。在新的设计中两艘航天器使用同样的对接舱，紧急情况下需要进行太空救援时，救援航天器可以和主航天器直接对接而不需要先进行一次舱外活动转移（这一设计已在阿波罗-联盟测试计划中验证）。
另一个航天器的特点就是猎户座乘员舱的可重复使用性。每一艘乘员舱最多可以使用十次，意味着航空航天局可以像航天飞机一样建造一系列的乘员舱以保证长期不间断使用。当然也不是所有部件都可以回收：由于乘员舱会在地面降落，进入大气层后为了打开安全气囊外部的隔热板会被丢弃。海水对航天飞机之前的太空舱以及目前的航天飞机固态火箭推进器的腐蚀很大（尽管由于故障沉没了的水星-红石4号太空舱被打捞上来后并没有过于严重的腐蚀现象），在地面上降落解决了这一问题。猎户座乘员舱将由铝锂合金制造，以减轻质量并降低成本。乘员舱的大部分非关键部分都会被柔软的诺梅克斯包裹。
猎户座服务舱（SM）与阿波罗计划中的前身外形接近，但猎户座服务舱更短、更轻（也由铝锂合金制造），并配有一对可展开的太阳能电池板以取代紧急情况下使用的燃料电池和相关的液态氢燃料罐。猎户座航天器将依赖航天飞机使用的自燃燃料。由于自燃燃料的强腐蚀性，并不是航空航天局原本考虑使用液态氧和液态甲烷作为燃料，但液态氧和液态甲烷的技术尚不成熟，而猎户座航天器将于2013年12月进行首次发射，航空航天局决定继续使用自燃燃料，在月球着陆舱中使用液态氢燃料。
使用液态氧和液态甲烷燃料将使航空航天局着手开发在火星、月球极地以及太阳系内其他甲烷含量较高的天体（特别是土卫六、冥王星，类似的矮行星，大部分外海王星天体，甚至是在太阳系外围的柯伊伯带及奥尔特云）表面进行“现场”将资源转化为燃料。乘员舱和服务舱的返回控制系统（Reentry Control System，RCS）和阿波罗航天器的返回控制系统完全一致，将和主推进系统一样使用自燃燃料，但与阿波罗航天器不同的是，新的返回控制系统能够在主推进器失灵的情况下将航天器带回地球。主推进器将使用德尔塔2号火箭第二级子火箭的推进器，将由公司制造。

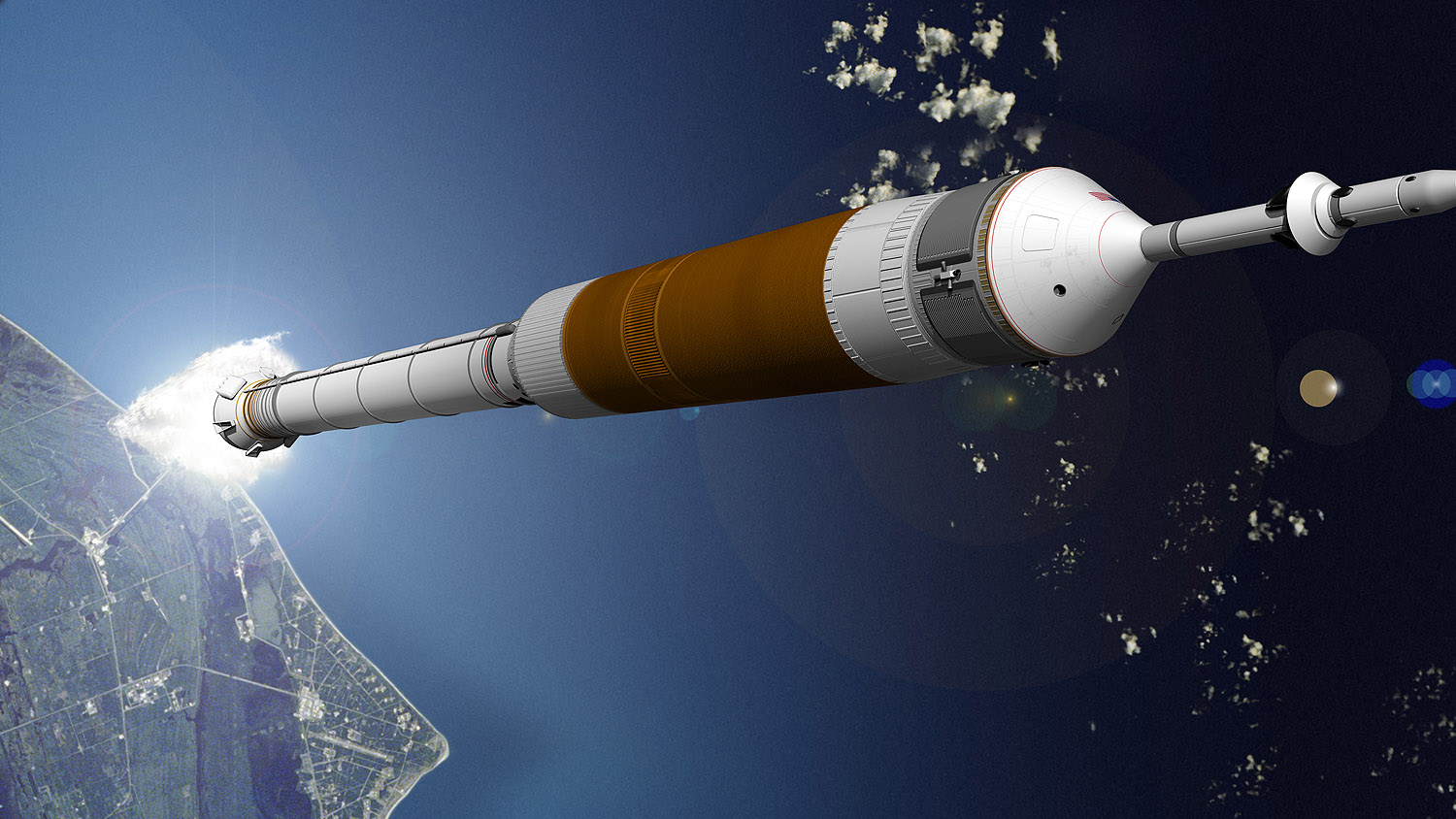
概念图：战神1号火箭离开地球大气层

猎户座航天器将由战神1号（曾称为载人探索飞行器）火箭送入近地轨道。战神1号的技术将基于航天飞机的固态火箭推进器（Solid Rocket Booster，SRB）和航天飞机外燃料箱（Space Shuttle External Tank，ET），第一级子火箭使用固体燃料火箭推进引擎，使用五节固态火箭推进器。第二级子火箭使用液态氧和液态氢燃料，将使用改进后功率更大的（曾在土星5号上使用）推进器。战神1号原本将使用改进后的五节固态火箭推进器以及改进后的航天飞机主推进器（Space Shuttle Main Engine）的第二级子火箭，但设计并建造新型子火箭的高额费用使得航空航天局选择了重新设计并更依赖现有的技术。
发射后两分钟内，火箭将使用载人航天器中广泛使用的发射-逃逸系统（launch-escape system，LES）。基于俄罗斯联盟航天器和中国的神舟航天器的发射-逃逸系统直接固定在玻璃纤维制成的推进保护盖（boost protective cover，BPC）上，推进保护盖将被固定在乘员舱顶部。猎户座航天器和阿波罗航天器使用同样的推进保护盖，将在发射后两分半钟内保护乘员舱以及诺梅克斯隔热系统，将在第二级子火箭点火时被丢弃。

## 外部連結
- NASA提供的官方网站（英语） （页面存档备份，存于）